# Hanchongnyon
Hanchongnyon (Hanguk Daehak Chonghaksaenghoi ryonhap), también conocido como Federación de Consejos de Estudiantes Universitarios de Corea del Sur es una organización estudiantil de izquierda pro-Corea del Norte en Corea del Sur. Hanchongnyon apoya una unificación de Corea liderada por Corea del Norte e instiga a los estudiantes universitarios coreanos a revertir el sistema estatal coreano.
En particular, condena la presencia continua de las Fuerzas de Estados Unidos en Corea (USFK), que considera un vestigio humillante del imperialismo estadounidense y aboga en nombre de la reunificación coreana. Hanchongnyon es ampliamente conocido por su esfuerzo por revertir el sistema estatal de Corea del Sur, principalmente a través de manifestaciones. Fue tipificado como delito bajo la Ley de Seguridad Nacional en 1999 por presuntas actividades pro-norcoreanas. Pomchonghakryon, con sede en Corea del Norte, considera a Hanchongnyon como su sede en el sur.

## Historia
Su sede principal era la Universidad de Corea (Seúl) y la Universidad de Chonnam (Gwangju). Se organizó a principios de 1993 como un realineamiento de la organización estudiantil Jeondaehyop (전대협), un grupo de estudiantes de izquierda formado por activistas de la facción de Liberación Nacional (민족 해방) del movimiento estudiantil surcoreano.
En agosto de 1996, se llevó a cabo una protesta de Hanchongnyon en la Universidad Yonsei, donde se formularon duras críticas contra el entonces presidente Kim Young-sam. Los estudiantes también expresaron su apoyo a las políticas preferidas de Corea del Norte con respecto a la reunificación y las relaciones intercoreanas. Después de que Corea del Norte comenzó a utilizar la manifestación como parte de su propia propaganda estatal, el gobierno de Kim siguió adelante dispersando la manifestación por la fuerza. Como resultado, un policía murió y cientos de ambos bandos resultaron heridos antes de que la policía allanara finalmente el edificio del campus y detuviera a 3.500 manifestantes. La mayoría fueron liberados de las comisarías al día siguiente, pero 280 fueron arrestados formalmente y acusados de violar la Ley de Seguridad Nacional y otras leyes. Kim prometió erradicar a los radicales pro-norte de las universidades y celebró una reunión con 300 administradores universitarios para discutir métodos para hacerlo. La medida no estuvo exenta de controversia, con algunas comparaciones con el levantamiento de Gwangju de 1980.
Cuando la Unión Soviética se derrumbó y se produjo la hambruna en Corea del Norte, muchos de los grupos amigos del Norte perdieron popularidad y muchos activistas declararon más tarde que se volvieron más escépticos hacia Corea del Norte.